# José Gil de Biedma
José Gil de Biedma y Becerril Oñate y García (Madrid, c. 1895-Anaya, Segovia, 25 de septiembre de 1973) fue un aristócrata, abogado y político español del siglo XX, titulado III conde de Sepúlveda y III vizconde de Nava de la Asunción.
En su trayectoria política, de ideología conservadora, fue diputado de la provincia de Segovia por el distrito electoral de Riaza-Sepúlveda durante seis legislaturas consecutivas, manteniéndose en el cargo desde el 14 de marzo de 1914 hasta el 15 de septiembre de 1923.

## Biografía
José Gil de Biedma y Becerril nació en Madrid hacia el año 1895, fue hijo del senador Francisco Javier Gil y Becerril y de Isabel de Biedma Oñate. Fue por ello tío del poeta Jaime Gil de Biedma y abuelo de Esperanza Aguirre, expresidenta de la Comunidad de Madrid.
Casado con la donostiarra María Isabel Vega de Seoane Echeverría, tuvo cinco hijos: Javier, que heredaría los títulos nobiliarios de su padre, María Luisa, Piedad, José y Santiago Gil de Biedma y Vega de Seoane. Tras la muerte de su padre, le sucedió en el condado de Sepúlveda y heredó el vizcondado de Nava de la Asunción en 1947 al morir su tía segunda, María Luisa de Oñate.
La familia ejerció una especie de caciquismo en el distrito electoral de Riaza, y ya su padre fue diputado en representación del mismo. Así, en las Elecciones generales de España de 1914, él mismo mantuvo el poder en la zona y fue elegido diputado por la Junta Provincial, obteniendo 4.851 votos de 8.278 votantes en un censo electoral de 10.741 electores.